# Noord-Duitse Laagvlakte

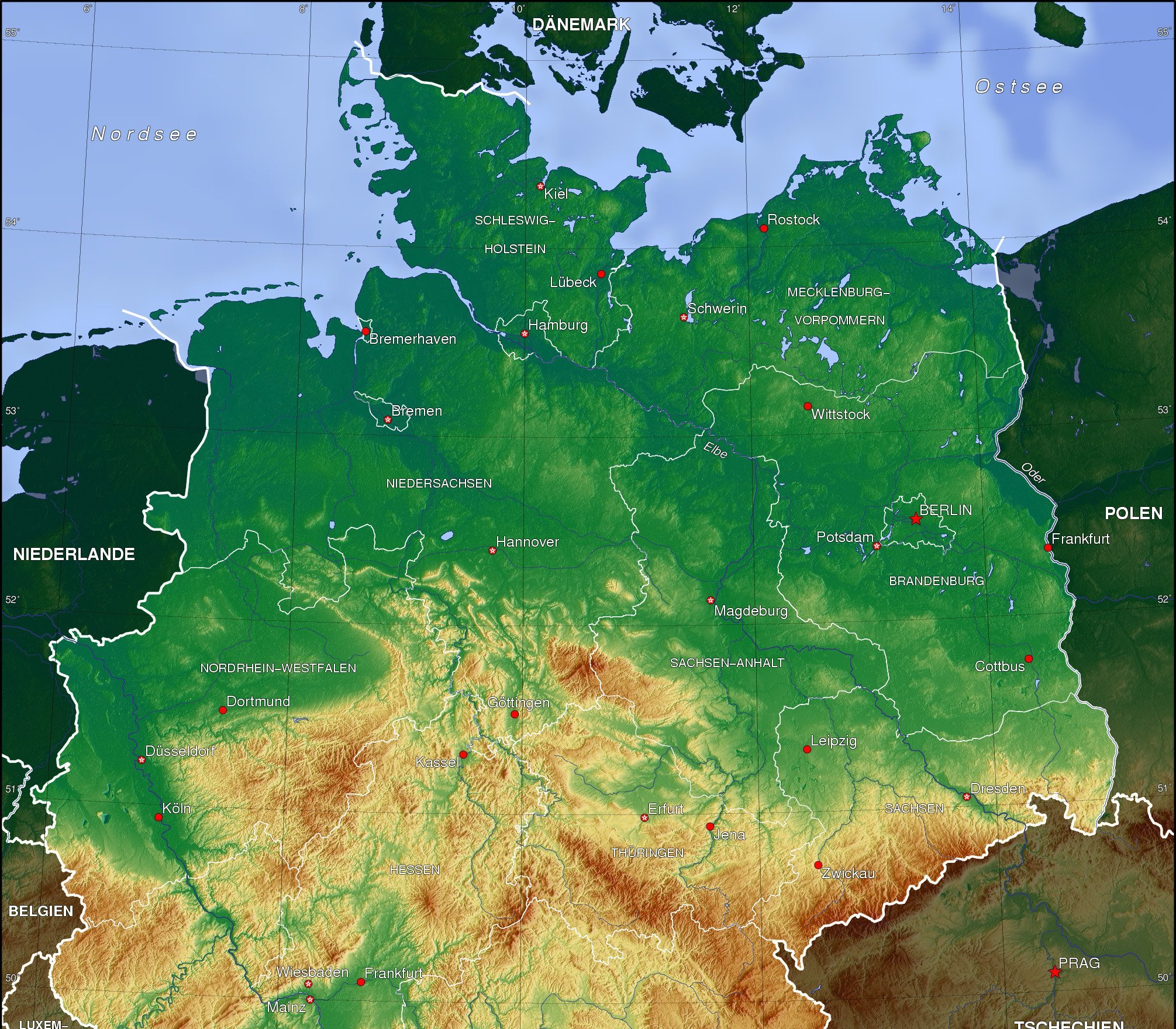
Reliëfkaart van het noorden van Duitsland; de Noord-Duitse Laagvlakte is het groene gebied

De Noord-Duitse Laagvlakte is onderdeel van de Noord-Europese Laagvlakte

De Noord-Duitse Laagvlakte is een geomorfologisch gebied in Noord-Duitsland. Binnen Duitsland vormt het een natuurlijke regio van de eerste categorie, naast de centrale hooglanden en de Alpen.

## Geografie
De Noord-Duitse Laagvlakte wordt in het noorden begrensd door de Noordzee en de Oostzee en in het zuiden door de Duitse middelgebergtes. In het westen gaat de Noord-Duitse Laagvlakte naadloos over in de Lage Landen, terwijl het in het oosten overgaat in het Pools Laagland, dat tot 1945 ook onderdeel was van de Noord-Duitse Laagvlakte. De Noord-Duitse Laagvlakte maakt deel uit van een groter gebied dat als Noord-Europese Laagvlakte wordt aangeduid. In Duitsland wordt de naam Noord-Duitse Laagvlakte (Norddeutsches Tiefland) tevens gebruikt voor de gehele Noord-Europese Laagvlakte.
De maximale hoogte bedraagt ongeveer 200 meter. De belangrijkste rivieren zijn van west naar oost: de Rijn, de Eems, de Wezer, de Elbe en de Oder.

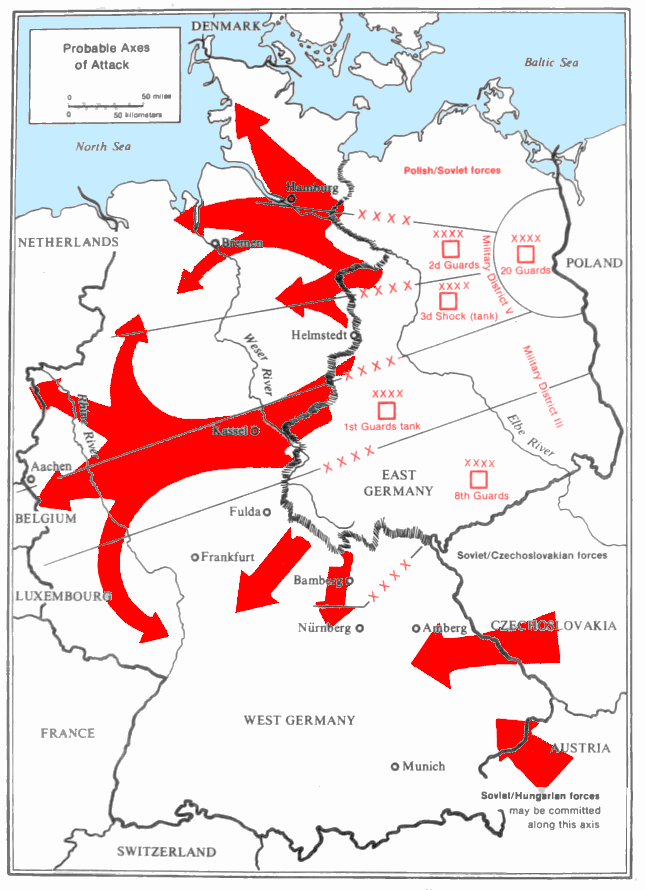
Potentiële aanvalsassen van het Warschaupact door de Fulda Gap en de Noord-Duitse laagvlakte

## Militaire betekenis
De NAVO beschouwde de Noord-Duitse Laagvlakte als een gebied dat bij een aanval door troepen van het Warschaupact onder leiding van het Derde Stootleger van de Sovjet-Unie als een van de twee hoofdaanvalsassen gebruikt zou worden. De verantwoordelijkheid voor de verdediging van de Noord-Duitse Laagvlakte lag bij de Northern Army Group van de Navo en de Second Allied Tactical Air Force die bestond uit Duitse, Nederlandse, Belgische, Britse en Amerikaanse militairen.